# Szerelmi bájital (opera)
A Szerelmi bájital (olaszul: L’elisir d’amore) Gaetano Donizetti kétfelvonásos operája (opera buffa). A szövegkönyvet Felice Romani írta Eugène Scribe Le Philtre című színműve alapján. A művet 1832. május 12-én mutatták be először a milánói Teatro Cannobianában. Magyarországon először 1838. július 30-án játszották a Pesti Városi Német Színházban, német nyelven. Magyar nyelven abban az esztendőben, november 7-én játszották a Pesti Magyar Színházban, Bájital címmel.

## Szereplők
| Szereplő                                                | Hangfekvés | Az ősbemutató szereposztása |
| ------------------------------------------------------- | ---------- | --------------------------- |
| Nemorino, egyszerű parasztlegény, aki szerelmes Adinába | tenor      | Gianbattista Genero         |
| Adina, gazdag földbirtokos leánya                       | szoprán    | Sabine Heinefetter          |
| Belcore, őrmester                                       | bariton    | Henri-Bernard Dabadie       |
| Dulcamara, vándorló csodadoktor                         | Basszus    | Giuseppe Frezzolini         |
| Giannetta, parasztleány                                 | szoprán    | Marietta Sacchi             |
| Parasztok, katonák.                                     |            |                             |

## Cselekménye
- Helyszín: falu Firenze környékén.
- Idő: 1815 körül.

### Első  felvonás
Nemorino, a melegszívű, de kissé félszeg falusi legény reménytelenül szerelmes a falu szépébe, a gazdag és olvasott Adinába. A leány azonban más férfit képzel el magának, egy sokkal talpraesettebbet, határozottabbat, egy hőst, ezért rendszeresen kiadja az őt szerelmével ostromló Nemorino útját. A faluba érkezik egy csapat katona, élükön Belcoréval, aki azonnal udvarolni kezd a leánynak. Ez Nemorinót rendkívül féltékennyé teszi. A faluba érkezik egy kuruzsló, a magát csodadoktorként hirdető Dulcamara. A fiú felkeresi és kér tőle Izolda varázsszeréből, amivel annak idején Trisztánt is rabul ejtette. Dulcamara számára ismeretlen ez a varázsszer, de feltalálja magát és varázsszerként egy üveg bordóit ad Nemorinónak. Rögtön hozzá is teszi, a hatás nem lesz azonnali legalább huszonnégy órának el kell telnie, míg mutatkozni fog (addigra neki már bottal üthetik a nyomát). Nemorino megissza a varázsszert és azonnal pityókás állapotba kerül. Így talál rá Adina, aki nem tudja mire vélni a fiú jókedvét. Amikor Belcore váratlanul azzal áll elő, hogy most rögtön tartsák meg a kézfogót, mert másnap tovább kell állniuk, hogy Nemorinót bosszantsa, azonnal beleegyezik. A fiú kétségbeesetten kérleli, legalább a másnapot várják meg (hisz addigra már hatnia kell a csodaszernek), ám bolondnak nézik, kigúnyolják és elkergetik.

### Második felvonás

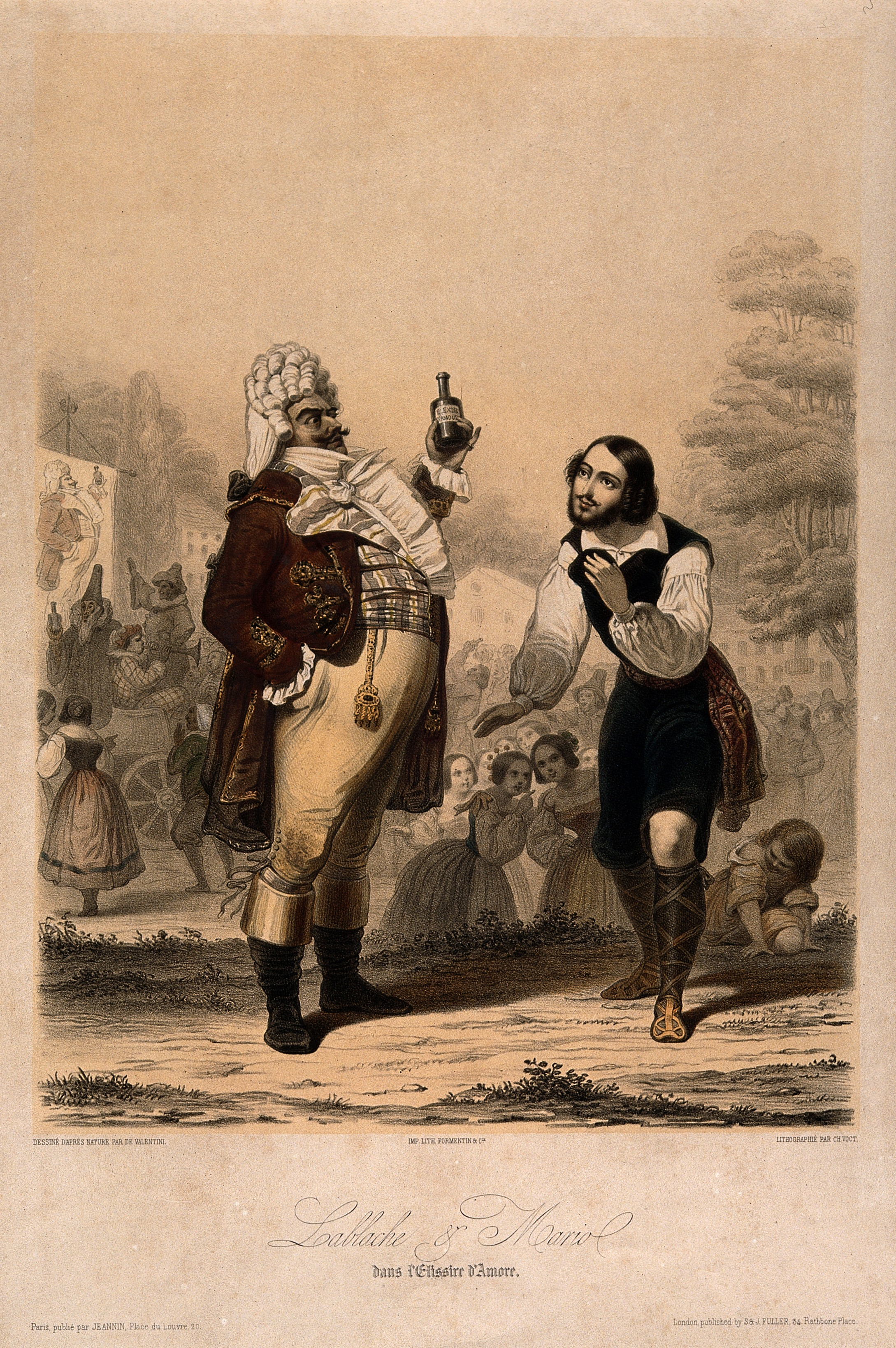
Az a bizonyos "szerelmi bájital"

Az eljegyzésre az egész falut feldíszítik, de Adina mégsem elégedett. Nemorinót hiányolja, hiszen az egészet a fiú megleckéztetésére találta ki. Nemorino, mivel minden pénzét elköltötte a bájitalra katonának áll Belcore csapatába, hogy a zsoldból egy újabb üveget tudjon majd venni. Belcore ugyan kioktatja, hogy ezentúl nem a szerelmi ügyek lesznek legfontosabb tennivalói, de Nemorino nem hallgat rá. Amint megkapja az első adag zsoldját, Dulcamarához rohan egy újabb adag bájitalért. Adina rossz közérzetére hivatkozva elhalasztja az esküvőt. Találkozik Dulcamarával aki boldogan meséli el az együgyű falusi legény esetét, aki, hogy elnyerhesse kőszívű szerelmese kegyeit, mindenét bájitalba fektette, sőt hogy még egy adaghoz juthasson, nem átallott katonának állni. Adinában ekkor tudatosul igazán, hogy milyen értékek rejtőznek Nemorinóban, mit veszít, ha talmi örömök, külsőségek után fut, s nem az állhatatos, érte mindenre kész fiú szerelmét választja. Elrohan Belcoréhoz és visszavásárolja Nemorino katonalevelét. Giannetta ezalatt megtudja, hogy Nemorino másik faluban élő bácsikája váratlanul meghalt, s nagy vagyonát egyetlen rokonára, a szegény parasztlegényre hagyta. Amikor a faluban is elterjed a hír, előkerülnek az eladósorban levő lányok és megkörnyékezik Nemorinót, aki ezt a bájital hatásának tudja be. A sok lány közül egyik sem Adina. A csalódott Nemorino elindul katonának. Már éppen indul, amikor Adina lép elé és átnyújtja neki a Belcorétól visszavásárolt katonalevelet. Neki azonban a szabadság nem kell: ha Adina nem lehet az övé, inkább elmegy a csatába. Most már Adina sem titkolhatja érzelmeit, ennyi szívjóságnak ő sem tud ellenállni. Szerelmesen öleli át Nemorinót. Belcore csak tetteti bosszúságát: várja a következő falu, s benne a következő szép lány. Dulcamara pedig harsog, ő, s az ő szerei minden boldogság, gazdagság és öröm forrásai.

## Híres áriák, kórusművek
- Quanto è bella, quanto è cara (Ó, míly szép, míly gyönyörű) – Nemorino: 1. felvonás, 1. jelenet
- Come Paride vezzoso (Mint a bájos Párizs) – Belcore: 1. felvonás, 1. jelenet
- Della crudele Isotta (A gonosz Izoldáról) – Adina: 1. felvonás, 1. jelenet
- Udite, udite, o rustici (Halljátok, Halljátok ó parasztok!) – Dulcamara: 1. felvonás, 2. jelenet
- Io son ricco, e tu sei bella (Én gazdag vagyok, te pedig szép) – Dulcamara és Adina: 2. felvonás, 1. jelenet
- Prendi, per me sei libero (Vedd el, kiszabadítottalak) – Adina: 2. felvonás, 2. jelenet.
- Una furtiva lagrima (Titkolt könnycsepp) – Nemorino: 2. felvonás, 2. jelenet

## Külső hivatkozások
- A mű eredeti olasz nyelvű szövegkönyve
- A szövegkönyv német nyelven
- Részletek az operából
- Részletek az operából